# The Orange Box
The Orange Box er en spilpakke fra Valve, indeholdende følgende fem spil:
- Half-Life 2
- Half-Life 2: Episode One
- Half-Life 2: Episode Two
- Portal
- Team Fortress 2

De to førstnævnte spil er tidligere blevet udgivet separat. Det var oprindeligt planlagt at de tre nye spil også skulle være udgivet for sig selv i "The Black Box" – denne pakke blev dog droppet.
Pakken er udgivet til PC (Windows, gennem Steam), Xbox 360 og Playstation 3. PC og Xbox udgaverne er begge produceret og distribueret af Valve, mens Playstation udgaven er produceret af Electronic Arts.
The Orange Box har modtaget positiv kritik, og især Portal har fået anerkendelse for at være nyskabende.